# Konvexer Kern
In der Geometrie und Topologie spielt der konvexe Kern (engl. convex core, franz. âme convexe) eine wichtige Rolle vor allem in der Theorie hyperbolischer 3-Mannigfaltigkeiten.

## Definition
Es sei {\displaystyle M} eine Riemannsche Mannigfaltigkeit oder ein CAT(0)-Raum. Der konvexe Kern {\displaystyle C(M)} ist eine minimale nichtleere konvexe Teilmenge, für die die Inklusion {\displaystyle C(M)\to M} eine Homotopieäquivalenz ist.

## Konvexe Hülle der Limesmenge
Für Mannigfaltigkeiten negativer Schnittkrümmung kann man den konvexen Kern alternativ wie folgt definieren. Es sei {\displaystyle {\widetilde {M}}} die universelle Überlagerung, also {\displaystyle M=\Gamma \backslash {\widetilde {M}}} für eine diskrete Gruppe von Isometrien. Sei {\displaystyle \Lambda (\Gamma )\in \partial _{\infty }{\widetilde {M}}} die Limesmenge von {\displaystyle \Gamma } in der Sphäre im Unendlichen und {\displaystyle C(\Lambda (\Gamma ))\subset {\widetilde {M}}} ihre konvexe Hülle. Dann ist
{\displaystyle C(M)=\Gamma \backslash C(\Lambda (\Gamma ))}.
Die konvexe Hülle der Limesmenge ist also die universelle Überlagerung des konvexen Kerns.
Für jeden Punkt {\displaystyle x\in {\widetilde {M}}} gibt es einen eindeutigen Punkt {\displaystyle r(x)\in C(\Lambda (\Gamma ))} mit
{\displaystyle d(x,r(x))=\min \left\{d(x,y):y\in C(\Lambda (\Gamma ))\right\}}.
Die so definierte Abbildung {\displaystyle r\colon {\widetilde {M}}\to C(\Lambda (\Gamma ))} lässt sich zu einer stetigen Abbildung {\displaystyle r\colon {\widetilde {M}}\cup \Omega (\Gamma )\to C(\Lambda (\Gamma ))} fortsetzen.

## Rand des konvexen Kerns
Der Rand des konvexen Kerns ist im Allgemeinen keine glatte Mannigfaltigkeit. Im Falle hyperbolischer 3-Mannigfaltigkeiten wird der Rand des konvexen Kerns als gefaltete Fläche (engl.: pleated surface) bezeichnet. Man betrachtet deshalb oft eine {\displaystyle \delta }-Umgebung des konvexen Kernes für ein (beliebiges) {\displaystyle \delta >0}. Der Rand der {\displaystyle \delta }-Umgebung ist eine glatte Mannigfaltigkeit.
Die Inklusion der {\displaystyle \delta }-Umgebung in {\displaystyle M} ist ein Deformationsretrakt.
Im Fall hyperbolischer 3-Mannigfaltigkeiten ist die {\displaystyle \delta }-Umgebung des konvexen Kerns homöomorph zur Kleinschen Mannigfaltigkeit {\displaystyle \Gamma \backslash (H^{3}\cup \Omega (\Gamma ))}, wobei {\displaystyle \Omega (\Gamma )} den Diskontinuitätsbereich für die Wirkung von {\displaystyle \Gamma } auf der Sphäre im Unendlichen bezeichnet. Insbesondere ist in diesem Fall der Rand des konvexen Kerns homöomorph zu {\displaystyle \Gamma \backslash \Omega (\Gamma )}.

## Konvex-kokompakte und geometrisch endliche Gruppen
Eine diskrete Gruppe {\displaystyle \Gamma } von Isometrien eines CAT(0)-Raumes {\displaystyle {\widetilde {M}}} (zum Beispiel des hyperbolischen Raumes {\displaystyle H^{n}}) heißt konvex-kokompakt, wenn der konvexe Kern von {\displaystyle M=\Gamma \backslash {\widetilde {M}}} kompakt ist. Sie heißt geometrisch endlich, wenn eine (also jede) {\displaystyle \delta }-Umgebung des konvexen Kernes endliches Volumen hat.